# Labiatomyia nepetaeflorae
Labiatomyia nepetaeflorae är en tvåvingeart som beskrevs av Fedotova 2005. Labiatomyia nepetaeflorae ingår i släktet Labiatomyia och familjen gallmyggor.
Artens utbredningsområde är Kazakstan. Inga underarter finns listade i Catalogue of Life.